# Alias Systems Corporation
Pour les articles homonymes, voir Alias.
Alias Systems Corp. est une entreprise en solutions graphiques 3D. Alias développe des logiciels destinés aux marchés du cinéma et de la vidéo, des jeux, de l’Internet, des médias interactifs, du design industriel et de l’automobile, de l’éducation et de la visualisation. Le siège social d’Alias se situe à Toronto, avec un Centre de Développement Clients à Santa Barbara.
Ses principaux produits sont :
- Alias Maya ;
- Alias StudioTools ;
- MotionBuilder ;
- SketchBook ;
- PortfolioWall ;
- mental ray Standalone.

## Historique
- Alias Research fondé en 1987.
- Wavefront Technologies fondé en 1988.
- Alias Research et Wavefront Technologies sont absorbés par SGI en 1996, pour former Alias|Wavefront.
- Alias|Wavefront change de nom et devient simplement Alias en juillet 2004.
- La société mère Silicon Graphics revend Alias à Accel-KKR et Ontario Teachers' Pension Plan en juin 2005 pour 57.5 millions de dollars.
- Alias fait l'acquisition de Kaydara Inc. en septembre 2005.
- Le 4 octobre 2006, Autodesk annonce l'acquisition d'Alias pour 181 millions de dollars.